# Singhiella premnae
Singhiella premnae és una espècie d'hemípter del gènere Singhiella, de la família dels Aleiròdids.
Va ser descrita científicament per primera vegada per Martin el 1999.